# IF Väster
IF Väster är en fotbollsförening i västra Göteborg med Önnered som främsta upptagningsområde. 
Föreningen bildades 1973 och har över 1 000 aktiva medlemmar.
Föreningen har en omfattande ungdomsverksamhet för flickor och pojkar och herrlaget har de senaste åren pendlat mellan division 3 och 4. Damlaget spelar i division 4.
I maj 2010 invigde man två nya konstgräsplaner, en elvamanna och en sjumannaplan. 
Mest framgångsrika spelare är Patrik Gustafson som i flera år spelade i Jonsereds IF och i allsvenskan med Örgryte IS. Patrik avslutade karriären med att spela tre år för sin moderklubb under åren 1993-95. Patrik var också tränare för Väster under åren 1997-99 samt de 16 sista omgångarna 2007.